# 久世郡
久世郡（日语：／ Kuse gun */?）是位於京都府南部的郡，現僅轄有久御山町1町。
在1879年日本實施郡區町村編制法時的轄區還包括現在的京都市伏見區南部部分地區、宇治市西半部地區、城陽市北半部地區、八幡市的東南部部分地區、宇治田原町的西部部分地區。

## 歷史
在令制國時代屬於山城國。15世紀末畠山政長在此修築了淀城，16世紀末豐臣秀吉重修此城作為其側室淺井茶茶待產的住所，淺井茶茶也因此被稱為淀夫人。之後此城成為豐臣秀次家老木村重茲的領地，但在1595年木村重茲受到豐臣秀次牽連而切腹，此後淀城也遭到廢棄。
1623年，德川幕府在此設立淀藩以取代先前的伏見藩，由松平定綱在此重建新的淀城，此後久世郡西半部地區皆屬於淀藩的領地，在經過多次轉豐厚，18世紀初開始由譜代大名稲葉氏入主淀藩直到江戶時代結束。在決定江戶時代結束的鸟羽伏见之战末期亦曾在此發生戰鬥。
江戶時代結束後，1871年實施廢藩置縣，取消淀藩改設為淀縣，同時久世郡下其它原屬皇室、公家、幕府的領地則隸屬京都府，在同年底的府縣整併中，淀縣被併入京都府，自此久世郡全境皆隸屬京都府。1879年實施郡區町村編制法，正式的設置了近代的行政區劃「久世郡」，郡役所設於宇治郷（位於現在的宇治市）。

### 沿革

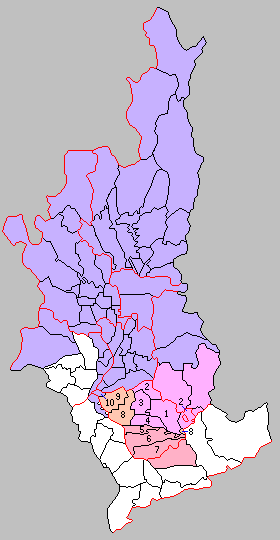
1889年久世郡轄下的行政區劃：
1.宇治町 2.槇島村 3.小倉村 4.大久保村 5.久津川村 6.寺田村 7.富野莊村 8.佐山村 9.御牧村 10.淀町
（紫色：現屬京都市、桃色：現屬宇治市、紅色：現屬城陽市、橙色：現屬久御山町）

- 1889年4月1日：實施町村制，久世郡下設：宇治町、槇島村、小倉村（日语：小倉村 (京都府)）、大久保村（日语：大久保村 (京都府)）、久津川村（日语：久津川村）、寺田村（日语：寺田村 (京都府)）、富野莊村（日语：富野荘村）、佐山村（日语：佐山村 (京都府)）、御牧村（日语：御牧村）、淀町。（2町8村）
- 1899年07月1日：實施郡制（日语：郡制），設立郡參事會（日语：郡参事会）。
- 1923年04月1日：廢除郡會和郡參事會。
- 1926年07月1日：廢除郡役所，此後郡不再作為行政區劃，只作為地名的表示。
- 1935年04月1日：缀喜郡美豆村（日语：美豆村）被併入淀町。
- 1936年02月11日：乙训郡淀村（日语：淀村）被并入淀町。
- 1951年03月1日：宇治町、槇岛村、小仓村、大久保村和宇治郡東宇治町（日语：東宇治町）合并為宇治市，并脱离久世郡。（1町5村）
- 1951年04月1日：久津川村、富野莊村、寺田村和缀喜郡青谷村（日语：青谷村）合并為城阳町。（2町2村）
- 1954年10月1日：佐山村和御牧村合并為久御山町。[1]（3町）
- 1957年04月1日：淀町被并入京都市，劃入伏见区。[2]（2町）
- 1972年05月5日：城阳町改制为城阳市，并脱离久世郡。（1町）

### 變遷表
| 1889年4月1日 | 1889年 - 1926年 | 1926年 - 1944年              | 1945年 - 1954年        | 1955年 - 1989年                | 1989年 - 现在                  | 现在                           |
| ------------ | --------------- | ---------------------------- | ---------------------- | ------------------------------ | ------------------------------ | ------------------------------ |
| 宇治郡宇治村 | 宇治郡宇治村    | 1942年4月1日 宇治郡 东宇治町 | 1951年3月1日 宇治市    | 1951年3月1日 宇治市            | 1951年3月1日 宇治市            | 1951年3月1日 宇治市            |
| 宇治郡笠取村 |                 | 1942年4月1日 宇治郡 东宇治町 | 1951年3月1日 宇治市    | 1951年3月1日 宇治市            | 1951年3月1日 宇治市            | 1951年3月1日 宇治市            |
| 宇治町       |                 |                              | 1951年3月1日 宇治市    | 1951年3月1日 宇治市            | 1951年3月1日 宇治市            | 1951年3月1日 宇治市            |
| 槇岛村       |                 |                              | 1951年3月1日 宇治市    | 1951年3月1日 宇治市            | 1951年3月1日 宇治市            | 1951年3月1日 宇治市            |
| 小仓村       |                 |                              | 1951年3月1日 宇治市    | 1951年3月1日 宇治市            | 1951年3月1日 宇治市            | 1951年3月1日 宇治市            |
| 大久保村     |                 |                              | 1951年3月1日 宇治市    | 1951年3月1日 宇治市            | 1951年3月1日 宇治市            | 1951年3月1日 宇治市            |
| 寺田村       | 寺田村          | 寺田村                       | 1951年4月1日 城阳町    | 1972年5月5日 城阳市            | 1972年5月5日 城阳市            | 1972年5月5日 城阳市            |
| 久津川村     |                 |                              | 1951年4月1日 城阳町    | 1972年5月5日 城阳市            | 1972年5月5日 城阳市            | 1972年5月5日 城阳市            |
| 富野莊村     |                 |                              | 1951年4月1日 城阳町    | 1972年5月5日 城阳市            | 1972年5月5日 城阳市            | 1972年5月5日 城阳市            |
| 缀喜郡青谷村 |                 |                              | 1951年4月1日 城阳町    | 1972年5月5日 城阳市            | 1972年5月5日 城阳市            | 1972年5月5日 城阳市            |
| 佐山村       | 佐山村          | 佐山村                       | 1954年10月1日 久御山町 | 1954年10月1日 久御山町         | 1954年10月1日 久御山町         | 1954年10月1日 久御山町         |
| 御牧村       |                 |                              | 1954年10月1日 久御山町 | 1954年10月1日 久御山町         | 1954年10月1日 久御山町         | 1954年10月1日 久御山町         |
| 淀町         | 淀町            | 淀町                         | 淀町                   | 1957年4月1日 并入京都市 伏见区 | 1957年4月1日 并入京都市 伏见区 | 1957年4月1日 并入京都市 伏见区 |
| 缀喜郡美豆村 | 缀喜郡美豆村    | 1935年4月1日 并入淀町        | 淀町                   | 1957年4月1日 并入京都市 伏见区 | 1957年4月1日 并入京都市 伏见区 | 1957年4月1日 并入京都市 伏见区 |
| 乙训郡淀村   | 乙训郡淀村      | 1936年2月11日 并入淀町       | 淀町                   | 1957年4月1日 并入京都市 伏见区 | 1957年4月1日 并入京都市 伏见区 | 1957年4月1日 并入京都市 伏见区 |